# Лиман
Вижте пояснителната страница за други значения на Лиман.
Лиман (от старогръцки: λιμένας, „залив“ или „пристанище“) се нарича дълъг и плитък залив (езеро или естуар), образуван при устието на река, където течението е ограничено от наносна коса.
Лиманите се образуват при нахлуване на морска вода по долините на равнинни реки и суходолия в резултат от относителното потъване на част от крайбрежната суша. Лиманите биват открити към морето (т.н. губа) и закрити, отделени напълно или частично от морето с тясна ивица пясъчна коса. От своя страна закритите лимани могат да бъдат морски (когато косата е създадена от морско течение) или речни (когато косата е създадена от течението на по-голяма река при вливане в нея). Обичайно в лиманите се отлагат дребнозърнести пясъци, алеврити и глини, а много често и органични вещества, даващи началото на залежи на горящи шисти, въглища и нефт. При малък приток на прясна вода от сушата и засушаване на климата водата на лиманите силно се засолява, в тях се наслояват соли или солесъдържащи тинести наслаги, които много често се използват като лечебно средство. В условията на горещ климат в лиманите могат да се наслоят окиси на алуминий и желязо, формиращи залежи на боксит. Обикновено през пролетта лиманите се запълват със застояла вода и се превръщат във временни водоеми, а през лятото пресъхват и дъната им се използват за паша на добитъка.
Името се използва най-вече за подобни релефни форми по западното и северното крайбрежие на Черно море, както и по най-долното течение на Дунав. Примери за лимани са Бургаското езеро, Атанасовското езеро и Варненското езеро в България, Днестърския лиман в Украйна и др.